# 弗曼 (南卡罗来纳州)
弗曼（英文：Furman），是美国南卡罗来纳州下属的一座城市。城市类型是“Town”。其面积大约为3.12平方英里（8.08平方公里）。根据2010年美国人口普查，该市有人口239人，人口密度约为每平方 英里76.65人（约合每平方公里29.6人）。